# Movsès Silikian
Movses Silikyan ou Silikov (en arménien : Մովսես Սիլիկյան, en russe : Мойсей Силиков ; 14 septembre 1862 - 22 novembre 1937) est un général arménien qui a servi dans l’armée impériale russe pendant la Première Guerre mondiale et plus tard dans l’armée de la première République d'Arménie. Il est considéré comme un héros national en Arménie pour son rôle dans la victoire arménienne à la bataille de Sardarabad,.
Après le retrait de la Russie de Transcaucasie et la conclusion d’une paix séparée avec l’Empire ottoman en vertu du traité de Brest-Litovsk en mars 1918, Silikyan et d’autres généraux arméniens organisèrent la défense de l’Arménie contre les forces d'invasion ottomanes. Après les victoires arméniennes aux batailles de Sardarabad, Karakilisa et Bash Abaran en mai 1918, la Première République d’Arménie a déclaré son indépendance. Silikyan a reçu le grade de lieutenant général de l’armée arménienne et a occupé divers postes militaires de haut niveau.
Après la soviétisation de l’Arménie en 1920, Silikyan a été exilé à Riazan avec d’autres officiers militaires arméniens de haut rang, mais a été autorisé à retourner en Arménie l’année suivante. Pendant la Grande Purge de 1937, Silikyan a été arrêté et exécuté. Il est réhabilité en 1987.